# Caenohalictus azureus
Caenohalictus azureus är en biart som först beskrevs av Günther Enderlein 1903.  Caenohalictus azureus ingår i släktet Caenohalictus och familjen vägbin. Inga underarter finns listade.